# Gorebridge
Gorebridge est un ancien village minier dans le Midlothian, en Écosse.